# La Maison près du cimetière
Série Trilogie de la mort
L'Au-delà
(1981)
Pour plus de détails, voir Fiche technique et Distribution.
La Maison près du cimetière (titre original : Quella villa accanto al cimitero) est un film d'horreur italien réalisé par Lucio Fulci en 1981.

## Synopsis
En 1981, Norman, un professeur d’histoire, son épouse Lucy et leur petit garçon Bob s’installent pour 6 mois dans une maison de la Nouvelle-Angleterre près de Boston aux États-Unis. Elle a appartenu au Dr. Freudstein. Or, le prédécesseur de Norman travaillait justement à une étude sur cet inquiétant docteur avant de tuer sa maîtresse et de se suicider. En parallèle, une petite fille visible sur une ancienne photo de la maison met en garde Bob de ne pas s'y rendre. Mais cette représentation de la maison n'est visible que pour lui. Le spectateur, pour sa part, a vu que le meurtre de la première victime s’est produit précisément dans la demeure des Freudstein...

## Fiche technique
- Titre : La Maison près du cimetière
- Titre original : Quella villa accanto al cimitero
- Réalisation : Lucio Fulci
- Histoire : Elisa Briganti (créditée comme Elisa Livia Briganti)
- Scénario : Dardano Sacchetti, Giorgio Mariuzzo et Lucio Fulci
- Production : Fabrizio De Angelis
- Société de production : Fulvia Film
- Musique : Walter Rizzati et Alexander Blonksteiner
- Photographie : Sergio Salvati (en)
- Montage : Vincenzo Tomassi
- Décors et costumes : Massimo Lentini
- Maquillages et effets spéciaux : Giannetto De Rossi
- Pays de production :  Italie
- Langue originale : italien
- Format : Couleurs - 2,35:1 - Mono - 35 mm
- Genre : Horreur, Fantastique
- Durée : 87 min (version britannique : 85 min, version américaine : 82 min)
- Dates de sortie :
  - Italie : 14 août 1981
  - France : 24 mars 1982
- Classification :
  - France : Interdit aux moins de 18 ans lors de sa sortie (révisé ensuite aux moins de 16 ans).

## Distribution
- Catriona MacColl (VF : Monique Thierry) : Lucy Boyle
- Paolo Malco (VF : Patrick Poivey) : Dr Norman Boyle
- Ania Pieroni (VF : Anne Kerylen) : Ann, la babysitter
- Giovanni Frezza (VF : Jackie Berger) : Bob Boyle
- Silvia Collatina : (VF : Amélie Morin) : Mae Freudstein
- Dagmar Lassander (VF : Martine Messager) : Laura Gittleson
- Giovanni De Nava : Dr Jacob A. Freudstein
- Daniela Doria (VF : Jeanine Forney) : la première victime féminine
- Gianpaolo Saccarola (VF : Vincent Violette) : Daniel Douglas, le libraire
- Carlo De Mejo (VF : Jean Roche) : Mr. Wheatley
- Kenneth A. Olsen (sous le pseudo de John Olson) (VF : Michel Paulin) : Harold
- Elmer Johnsson (VF : Joel Martineau) : le gardien du cimetière
- Ranieri Ferrara : Steven, la première victime
- Teresa Rossi Passante : Mary Freudstein
- Lucio Fulci (VF : Jacques Ferrière) : Pr Muller (Caméo)

## Autour du film
La Maison près du cimetière représente le dernier métrage mémorable de Fulci dans le domaine du macabre. Cette pièce est en effet considérée par les aficionados du maître italien comme la dernière carte du « carré d'as » de la tétralogie entamée avec L'Enfer des zombies (alias Zombi 2) et poursuivie avec Frayeurs et L'Au-delà. 
C'est une œuvre mélancolique au sens fulcien du terme. En effet, si Fulci a toujours fait grand cas du point de vue de l'enfance dans plusieurs de ses films, il lui donne ici une dimension tout autre en conférant aux seuls enfants et véritables héros de l'histoire (en l'occurrence séparés par 2 dimensions distinctes) la véritable maitrise des événements. 
Ces personnages clés sont ici incarnés les petits Silvia Collatina et Giovanni Frezza. Ce dernier apparaît dans un autre film de Fulci, La Malédiction du pharaon.

## Récompenses
Nommé au Fantasporto (International Fantasy Film Award) en 1983, pour le prix du meilleur film en faveur de Lucio Fulci.